# Кузнецов, Павел Ионович
Павел Ионович Кузнецов (14 января 1898, с. Клесово, Волынская губерния, Российская империя — 24 мая 1952, Тамбов, РСФСР, СССР) — советский военачальник, гвардии полковник (1940).

## Биография
Родился 14 января 1898 года  в  селе  Клесово, ныне в Сарненском районе, Ровненской области.  Украинец..

## Военная служба

### Первая мировая война
В  марте 1917 года  Кузнецов был мобилизован на военную службу  и направлен в 1-й маршевый полк в город  Казань. В июне направлен на Северный фронт (ст. Лиса) и воевал в составе 64-й пехотной дивизии под Двинском. В ноябре — декабре состоял рядовым бойцом в красногвардейском отряде в городе Полоцк, затем по болезни убыл на родину. После выздоровления с марта 1918 года работал на железнодорожной станции Клесово.

### Гражданская война
15 ноября 1918 года вступил красноармейцем в 1-й советский отряд Южного фронта, а в мае 1919 года был переведен в 58-й железнодорожный полк в город Киев. В июле полк влился в 47-ю стрелковую дивизию, а Кузнецов назначен командиром отделения в 423-й стрелковый полк. В его составе воевал с деникинскими войсками на подступах к Чернигову, под Киевом, Фастовом и Казатином. В декабре 1919 года заболел тифом и лечился в госпитале в городе Винница.
После выздоровления в марте 1920 года направлен на Польский (Юго-Западный) фронт в 388-й Богунский стрелковый полк 44-й стрелковой дивизии и воевал с белополяками в Киевской губернии и на Новоград-Волынском направлении. В июле 1920 года был ранен и эвакуирован в Харьковский госпиталь, по выходе из него в августе направлен в город Киев на курсы политруков.

### Межвоенные годы
В декабре 1921 года окончил курсы политруков и вернулся в прежний 388-й Богунский стрелковый полк на должность политрука. При реорганизации дивизии служил в той же должности в 130-м Богунском стрелковом полку (г. Житомир).
С августа 1927 года по август 1928 года учился на курсах переподготовки политсостава при Киевской объединенной школе командиров им. С. С. Каменева, вернувшись в полк, служил в должностях политрука роты и командира роты. В марте 1932 года переведен в СибВО командиром роты 218-го стрелкового полка 75-й стрелковой дивизии в город Татарск, с мая 1933 года исполнял должность для поручений при помощника командира полка по материальному обеспечению.
С мая 1937 года по ноябрь 1938 года был военным комендантом города Омск, затем командовал батальоном в 219-м стрелковом полку этой же дивизии. В сентябре 1939 года назначен командиром 709-го стрелкового полка 178-й стрелковой дивизии в городе Омск. За отличную боевую подготовку полка Указом ПВС СССР в марте 1940 года был награжден орденом Красной Звезды. С декабря 1939 года по май 1940 года учился на курсах «Выстрел», затем вернулся на прежнюю должность. В марте 1941 года назначен заместителя командира 107-й стрелковой дивизии в город Барнаул.

### Великая Отечественная война
С началом  войны в июле 1941 года полковник  Кузнецов был назначен командиром 300-й стрелковой дивизии, формировавшейся в ХВО в городе Красноград. Дивизия была включена в состав Юго-Западного фронта и с 10 августа в составе 38-й армии вела оборонительные бои по левому берегу реки Днепр от устья реки Псёл до устья реки Ворскла у м. Озеры. 31 августа противник переправился через реку Днепр на участке Калиберда, Остров Молдаван, после чего части дивизии вынуждены были отходить к реке Северский Донец. На 19 сентября они прикрывали харьковское направление, находясь в 120 км западнее Харькова. В конце сентября 300-я стрелковая дивизия в составе оперативной группы 38-й армии вела наступательные бои, имея задачу отбросить противника к Полтаве.
С начала октября по декабрь 1941 года  Кузнецов находился в госпитале по болезни, затем командовал 22-й лыжно-стрелковой бригадой. В конце января 1942 года назначен командиром 139-й стрелковой дивизии МВО, формировавшейся в городе Чебоксары. В мае она была включена в состав Московской зоны обороны, затем находилась в резерве Ставки ВГК (в 4-й резервной армии). В конце июля дивизия была передана 30-й армии Западного фронта и участвовала в Ржевско-Сычёвской наступательной операции. 9 августа полковник  Кузнецов был отстранен от должности и назначен заместителем командира 179-й стрелковой дивизии 41-й армии Калининского фронта.
В сентябре 1942 года отозван в Москву и в октябре назначен заместителем командира 49-й гвардейской стрелковой дивизии, находившейся в резерве Ставки ВГК в районе ст. Лев Толстой Рязанской области. К 15 декабря 1942 года она в составе 2-й гвардейской армии была передислоцирована на Сталинградский фронт и с 21 декабря участвовала в Котельниковской наступательной операции. В январе — феврале 1943 года ее части в составе той же армии Южного фронта вели наступление на ростовском направлении, участвуя в Ростовской наступательной операции. В начале марта дивизия вместе с армией была выведена на переформирование в район город Краснодон. Приказом по войскам Южного фронта от 29 марта 1943 года полковник  Кузнецов был награжден орденом Красного Знамени.
С апреля 1943 года командовал 4-й механизированной бригадой 2-го механизированного корпуса и летом участвовал с ней в Донбасской наступательной операции. В сентябре отстранен от должности и зачислен в распоряжение Военного совета фронта (с 20 октября — 4-го Украинского). С ноября 1943 года исполнял должность заместителя командира 86-й гвардейской стрелковой дивизии 2-й гвардейской армии, которая вела бои по удержанию и расширению плацдарма на реки Днепр. В марте 1944 года она в составе 28-й армии 3-го Украинского фронта успешно действовала в Березнеговато-Снигирёвской наступательной операции. За боевые отличия при освобождении города Николаев ей было присвоено почетное наименование «Николаевская». Заместитель командира дивизии полковник Кузнецов отличился при организации переправы частей дивизии через реку Ингулец в ночь на 13 марта 1944 года, за что был награжден орденом Богдана Хмельницкого 2-й степени.  Затем вместе с дивизией в составе 5-й ударной армии участвовал в Одесской наступательной операции.
31 мая 1944 года допущен к командованию 353-й стрелковой Днепродзержинской Краснознаменной дивизией. В августе участвовал с ней в Ясско-Кишинёвской наступательной операции, в овладении румынским городом Костанца и болгарским городом Шумен. В сентябре 1944 года дивизия одна из первых вошла в столицу Болгарии город София, затем находилась там и боевых действий не вела. За бои на нижнеднестровском плацдарме в Ясско-Кишинёвской операции командир дивизии полковник  Кузнецов был награжден вторым орденом Богдана Хмельницкого 2-й ст. (13.9.1944). С декабря 1944 года находился на учебе в Высшей военной академии им. К. Е. Ворошилова.
За время войны комдив Кузнецов был два раза персонально упомянут в благодарственных в приказах Верховного Главнокомандующего.

### Послевоенная карьера
После войны в марте 1946 года, после окончания ускоренного курса академии, назначен командиром 19-го гвардейского стрелкового полка 8-й гвардейской стрелковой дивизии ЛВО в городе Пярну. Прибыв в округ, в должность не вступил, а в мае был допущен к исполнению должности заместителя командира 45-й гвардейской Красносельской ордена Ленина Краснознаменной дивизии в городе Выборг. 15 декабря 1949 года уволен в отставку по болезни.

## Награды
- орден Ленина (21.02.1945[4])
- три ордена Красного Знамени (29.03.1943[5], 03.11.1944[4],  15.11.1950[4])
- два ордена Богдана Хмельницкого II степени (03.06.1944[6], 13.09.1944 [7])
- орден Красной Звезды (??.03.1940)

медали в том числе:
- - «XX лет Рабоче-Крестьянской Красной Армии» (1938)
  - «За оборону Сталинграда» (1945)
  - «За победу над Германией в Великой Отечественной войне 1941—1945 гг.» (1945)

Приказы (благодарности) Верховного Главнокомандующего в которых отмечен  П. И. Кузнецов.
- За прорыв сильно укрепленной  обороны противника южнее Бендер и  освобождение более 150 населенных пунктов, в том числе крупные населенные пункты Каушаны, Чимишлия, Лейпциг, Тарутино. 22 августа 1944 года № 169.
- За овладение городом и важнейшим портом на Черном море – Констанца, служившим в течение трех лет основной базой военно-морского флота немецко-фашистских захватчиков. 29 августа 1944 года. № 181.